# Phantastische Tierwesen: Dumbledores Geheimnisse
Phantastische Tierwesen: Dumbledores Geheimnisse (Originaltitel: Fantastic Beasts: The Secrets of Dumbledore) ist ein britisch-US-amerikanischer Fantasyfilm von David Yates, der am 15. April 2022 in die US-amerikanischen Kinos kam. In Deutschland und Großbritannien startete er bereits in der Woche zuvor. Es handelt sich um eine Fortsetzung des Films Phantastische Tierwesen: Grindelwalds Verbrechen aus dem Jahr 2018 und ist der dritte Film in der Phantastische-Tierwesen-Filmreihe.

## Handlung
Der Magizoologe Newt Scamander beobachtet im Dschungel von Bhutan der 1930er Jahre die Geburt eines Qilin. Als Anhänger des dunklen Magiers Gellert Grindelwald, darunter auch Credence Barebone, die Tiere angreifen, kann er die Entführung des Neugeborenen nicht verhindern. Von den dunklen Magiern unbemerkt wurde jedoch noch ein zweites Qilin geboren, das Newt in seine Obhut nimmt.
Sein Mentor Albus Dumbledore will gegen Grindelwald vorgehen, kann dies aufgrund eines magischen Blutpakts, der ihn mit seinem einstigen Geliebten Grindelwald verbindet, jedoch nicht selbst tun. Während sich der senegalesisch-französische Magier Yusuf Kama in Grindelwalds inneren Kreis einschleust, reist der Großteil von Dumbledores Agenten nach Berlin. Neben Newt umfasst die Gruppe seinen Bruder Theseus Scamander, seinen guten Freund, den No Maj Jacob Kowalski, seine Assistentin Bunty Broadacre und Professor Eulalie „Lally“ Hicks. In Berlin sind sie bei einer Veranstaltung der „Internationalen Vereinigung von Zauberern“ anwesend, als deren Vorsitzender der deutsche Zaubereiminister Anton Vogel fungiert. Der Grindelwald-Sympathisant Vogel gibt bekannt, Grindelwald werde aus Mangel an Beweisen von sämtlichen Anklagepunkten  freigesprochen. Dieser gibt prompt seine Kandidatur für Vogels Nachfolge als Vorsitzender bekannt.
Als auf der Veranstaltung Chaos ausbricht, wird der Gruppe klar, dass das deutsche Zaubereiministerium bereits von Grindelwalds Anhängern unterwandert ist. Theseus wird unrechtmäßig inhaftiert. Newt muss ihn befreien und nutzt dabei sein Gespür für die zur Folterung und Hinrichtung der Gefangenen eingesetzten Tierwesen, bevor er und sein Bruder nach Hogwarts entkommen. Lally und Jacob verhindern derweil ein Attentat auf Grindelwalds Wahlkampfgegnerin Santos; Albus Dumbledore wehrt währenddessen einen Mordversuch von Credence Barebone ab, von dem er weiß, dass er nicht (wie von Grindelwald behauptet) sein Sohn, sondern sein Neffe ist.
Weitere Handlungsstränge führen Albus’ Bruder Aberforth Dumbledore ein, den Vater von Credence Barebone, und erläutern erstmals die gemeinsame Vergangenheit von Albus Dumbledore und Gellert Grindelwald, welche in ihrer Jugendzeit ein Paar waren, und dass die Brüder Albus und Aberforth Dumbledore in ihrer Jugend gemeinsam aufwuchsen und sich über den Tod ihrer geliebten Schwester voneinander entfernten.
In Bhutan soll der neue Vorsitzende der „Internationalen Vereinigung von Zauberern“ in einer Zeremonie bestimmt werden. Nach einer alten Tradition verneigt sich ein Qilin vor demjenigen, der reinen Herzens ist. Für die Zeremonie wird jenes Qilin eingesetzt, das zuvor von Grindelwalds Anhängern entführt wurde. Grindelwald hat das Tier getötet und durch ein nekromantisches Ritual wiederbelebt. Daher verbeugt sich das Qilin vor ihm, nicht jedoch vor anderen anwesenden Personen. Aufgrund der Verbeugung des Qilins erfährt Grindelwald Beifall in Form von Feuerwerk durch die anwesenden Zauberer. Anton Vogel erklärt ihn zum Gewinner der Wahl per Akklamation.
Sofort erklärt Grindelwald in seiner Siegesansprache den No Maj / Muggeln den Krieg und belegt Jacob mit einem Cruciatus-Fluch. Sein Wahlbetrug wird aber von Credence und Newt offengelegt; als Beweis bringt Bunty das überlebende Qilin herbei. Daher muss die Wahl wiederholt werden, bei der sich das Qilin vor Albus Dumbledore verbeugt. Nachdem Dumbledore das Amt abgelehnt hat, verbeugt sich das Qilin vor der brasilianischen Kandidatin Vicência Santos, welche daraufhin zur neuen Vorsitzenden ernannt wird.
Grindelwald versucht, Credence zu töten, sein Fluch trifft jedoch auf die Schutzzauber der Dumbledore-Brüder. Hierbei wird der Blutpakt gelöst und es kommt zu einem kurzen, aber intensiven Kampf zwischen Albus Dumbledore und Gellert Grindelwald, den beide unbeschadet überstehen. Grindelwald verlässt den Ort schließlich, ohne dass er von den anwesenden Zauberern ausgeschaltet werden kann. Yusuf Kama, Credence Barebone und Jacobs Ex-Verlobte Queenie Goldstein agieren den Großteil des Films als Anhänger Grindelwalds, stellen sich jedoch letztendlich gegen ihn.
Credence wird von seinem leiblichen Vater Aberforth Dumbledore aufgenommen. Jacob Kowalski heiratet Queenie Goldstein, die sich von Grindelwald wieder abgewandt hat. Albus Dumbledore beobachtet die Hochzeit von der Straße aus und geht schließlich alleine in die Nacht hinaus, nachdem er Theseus Scamander versprochen hat, Grindelwald zu suchen und zu bekämpfen.

## Produktion

### Filmstab und Besetzung
Regie führt wie bei den ersten beiden Filmen der Reihe David Yates, das Drehbuch schreibt abermals Joanne K. Rowling. Laut Kevin Tsujihara, dem Präsidenten von Warner Bros. Entertainment, arbeite diese sehr hart am Drehbuch, damit der dritte Teil besser als sein Vorgänger werde. Allerdings sei man seitens des Studios sehr zufrieden mit der Richtung, in die Rowling gehen wolle. Noch vor der Veröffentlichung des zweiten Teils wurde bekannt, dass Johnny Depp auch im dritten Teil der Reihe die Rolle von Gellert Grindelwald übernehmen sollte. Er teilte jedoch im November 2020 mit, nicht mehr in der Filmreihe aufzutreten, nachdem er zuvor ein Gerichtsverfahren gegen die SUN über Falschaussagen wegen häuslicher Gewalt gegen seine Ex-Frau Amber Heard verloren hatte und im Anschluss von Warner Bros. gebeten wurde, auf die Rolle zu verzichten. Sie wurde mit Mads Mikkelsen neu besetzt. Da Depp jedoch bereits eine Szene gedreht und zuvor einen „Pay-or-Play“-Vertrag unterschrieben hatte, musste Warner Bros. ihm seine gesamte Gage in Höhe von 16 Millionen US-Dollar auszahlen. Wie im Juli 2019 bekannt wurde, sollte das Casting unter der Leitung von Fiona Weir zeitnah beginnen. Im November desselben Jahres wurde bestätigt, dass neben J. K. Rowling auch der langjährige Harry-Potter-Drehbuchautor Steve Kloves am Skript schreibe.
Neben Mikkelsen in der Rolle von Grindelwald ist Eddie Redmayne wieder als Newt Scamander zu sehen. Auch Jude Law verkörpert im dritten Teil wieder Albus Dumbledore und Ezra Miller abermals Credence Barebone alias Aurelius Dumbledore. Ebenso sind Dan Fogler in der Rolle von Scamanders No Maj-Freund Jacob Kowalski und Callum Turner als sein Bruder Theseus Scamander zu sehen und die im Vorgängerfilm eingeführten William Nadylam, Poppy Corby-Tuech und Victoria Yeates als Yusuf Kama, Vinda Rosier und Bunty Broadacre. Alison Sudol spielt abermals Queenie Goldstein, Jessica Williams erneut Eulalie „Lally“ Hicks. Oliver Masucci spielt den Vorsitzenden der Internationalen Zauberervereinigung Anton Vogel. Peter Simonischek ist in einer kleinen Nebenrolle als Gefängniswärter zu sehen.

### Dreharbeiten und Szenenbild

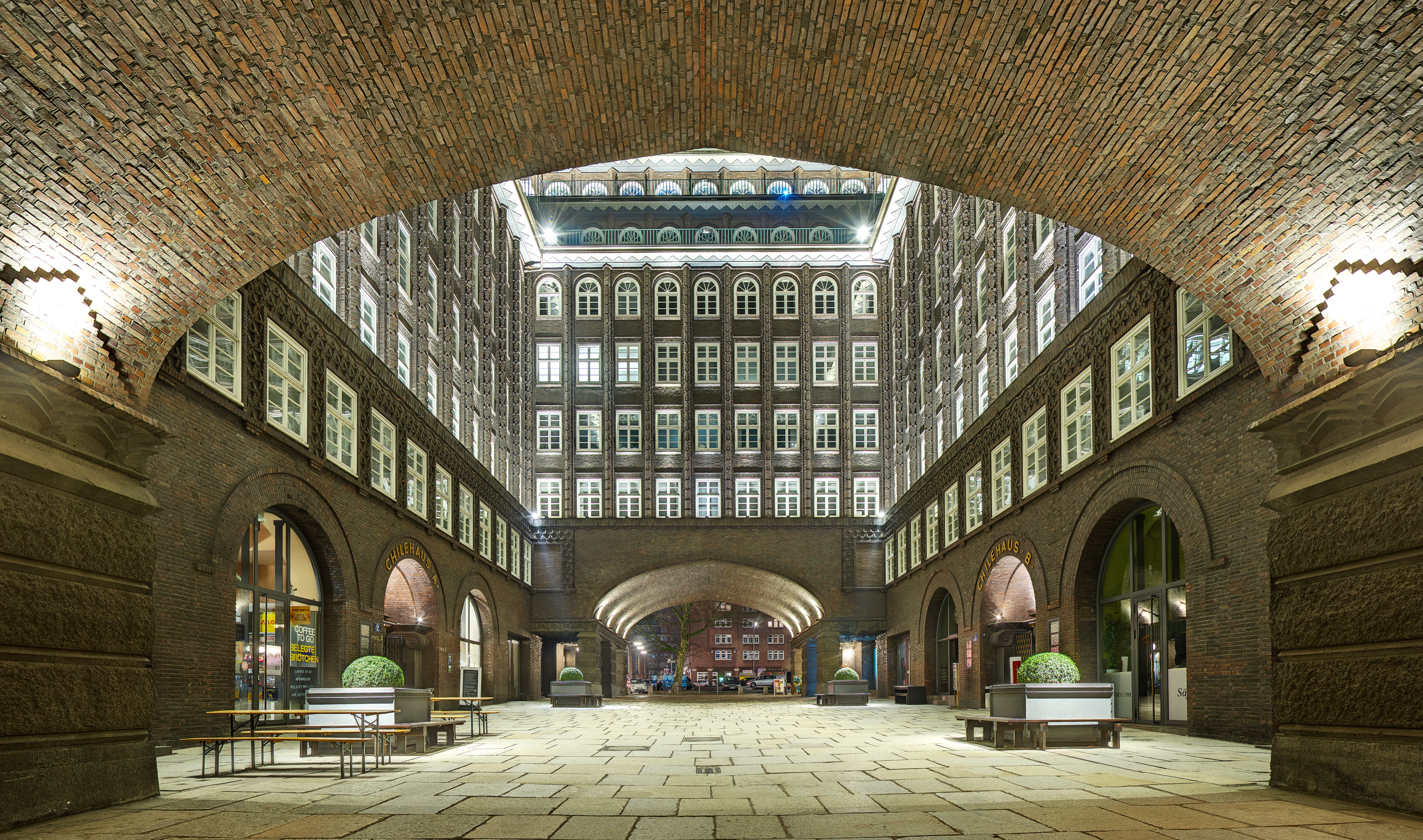
Das deutsche Zaubereiministerium haben die Produktionsdesigner dem Hamburger Chilehaus nachempfunden

Die Dreharbeiten sollten ursprünglich im Juli 2019 beginnen. Später wurde der Drehstart für Februar 2020 angekündigt, damit man sich mehr auf die Vorproduktion konzentrieren könne. Laut Dan Fogler wolle man nichts überstürzen, da der Film größer als die beiden Vorgänger zusammen werde. Zudem verriet er, dass unter anderem in Brasilien gedreht werden solle. Im April 2019 wurde schließlich der US-amerikanische Starttermin auf den 12. November 2021 verschoben, da man laut Studio den bestmöglichen Film verwirklichen wolle. In diesem Zusammenhang sollten die Dreharbeiten erst im Frühjahr 2020 in den Warner Bros. Studios Leavesden beginnen. Aufgrund der Covid-19-Pandemie erfolgte der Produktionsstart allerdings erst Anfang September 2020 mit Sicherheitsvorkehrungen wie Atemschutzmasken und regelmäßigen SARS-CoV-2-Tests. Im Februar 2021 mussten die Dreharbeiten aufgrund eines Infektionsfalles innerhalb des Produktionsteams vorübergehend unterbrochen werden. Anfang Mai 2021 wurde bestätigt, dass der Film abgedreht sei. Als Kameramann fungierte George Richmond.
Für das Szenenbild zeichnete wie bei allen Harry-Potter-Verfilmungen sowie den beiden Vorgängerteilen Stuart Craig verantwortlich. In einem Interview verriet Yates, dass auch im dritten Teil ein wenig von Hogwarts zu sehen sein werde. Zudem bestätigte Fogler, dass der Zweite Weltkrieg im Film thematisiert wird und in diesem Zusammenhang „epische Schlachtszenen“ zu sehen seien. Das Chilehaus in Hamburg diente als Vorbild für das deutsche Zaubereiministerium.

### Filmmusik und Veröffentlichung
Die Filmmusik wurde abermals von James Newton Howard komponiert. Ende März 2022 wurden von WaterTower Music die ersten beiden Musikstücke aus dem Soundtrack-Album mit den Titeln Fantastic Beasts: The Secrets of Dumbledore und The Room We Require als Download veröffentlicht. Das komplette Soundtrack-Album mit insgesamt 39 Musikstücken wurde am 8. April 2022 veröffentlicht. Das auf diesem enthaltene Lied Heaven hat sich für eine Nominierung in der Kategorie Bester Song im Rahmen der Oscarverleihung 2023 qualifiziert.
Der Film sollte ursprünglich im November 2020 in die Kinos kommen, wurde später allerdings um ein Jahr in den November 2021 verschoben. Im Zuge des Ausstieges von Johnny Depp im November 2020 wurde der 14. Juli 2022 als neu anvisierter Starttermin verkündet, aber schließlich auf den 15. April 2022 vorverlegt. Letztlich wurde der Kinostart in Deutschland auf den 7. April 2022 und im Vereinigten Königreich auf den darauffolgenden Tag terminiert. Die Weltpremiere erfolgte bereits am 29. März 2022 in der Royal Festival Hall in London.
Um einen Kinostart auch in der Volksrepublik China zu ermöglichen, wurden zwei Szenen gekürzt. In diesen erwähnt Dumbledore, dass er sich in Grindelwald verliebt hatte und deshalb seiner Ideologie folgte.

## Rezeption

### Altersfreigabe
Wie der Vorgängerfilm wurde auch der dritte Teil der Reihe in Deutschland von der FSK ab 12 Jahren freigegeben, kann aber auch von Kindern ab 6 Jahren in Begleitung eines Elternteils beziehungsweise Personensorgeberechtigtem im Kino besucht werden. In der Freigabebegründung heißt es, die Geschichte sei in bunten, phantasievollen Bildern und mit skurrilen Figuren und Phantasiewesen erzählt. Auch wenn der Film einige düstere Passagen mit bedrohlichen und dramatischen Momenten sowie Gewaltdarstellungen enthält, seien Kinder ab 12 Jahren bereits in der Lage, diese Aspekte in den Kontext der Geschichte einzuordnen. Das jederzeit deutlich phantastische Setting erleichtere die Distanzierung, und ruhige und harmonische Szenen sowie die positiven, mutigen Hauptfiguren sorgten für zusätzliche Entlastung.

### Kritiken
Insgesamt konnte der Film nur 46 % der Kritiker laut Rotten Tomatoes überzeugen. Damit schnitt er zwar besser ab als der Vorgänger, jedoch deutlich schlechter als der erste Teil der Filmreihe.
Lovia Gyarkye schreibt im Hollywood Reporter, verglichen mit den beiden vorherigen Filmen fühle sich Secrets of Dumbledore eher wie ein Harry-Potter-Film an als ein Fantastic-Beasts-Film. Auch wenn ein paar magische Tierwesen auftauchten und sogar im Mittelpunkt von Dumbledores und Grindelwalds Plänen stehen, drehe sich der dritte Teil mehr um Dumbledore als um Newt Scamander, was dem eigentlichen Sinn des gesamten Spin-offs nicht zuträglich sei. Secrets of  Dumbledore sei jedoch nicht ohne Charme, und Regisseur David Yates kehre mit einer beeindruckenden Crew zurück, von denen sie Kameramann George Richmond, die Szenenbildner Stuart Craig und Neil Lamont, den Filmeditor Mark Day, die Kostümdesignerin Colleen Atwood und den Komponisten James Newton Howard hervorhebt. Die verlangsamten und aus verschiedenen Blickwinkeln aufgenommenen Kampfszenen sorgten für Spannung und zeigen die technische Präzision und das Können des Franchise. Die magischen Tierwesen seien sorgfältig geschaffen und die Welt in Newts Aktentasche weiterhin schillernd gestaltet.

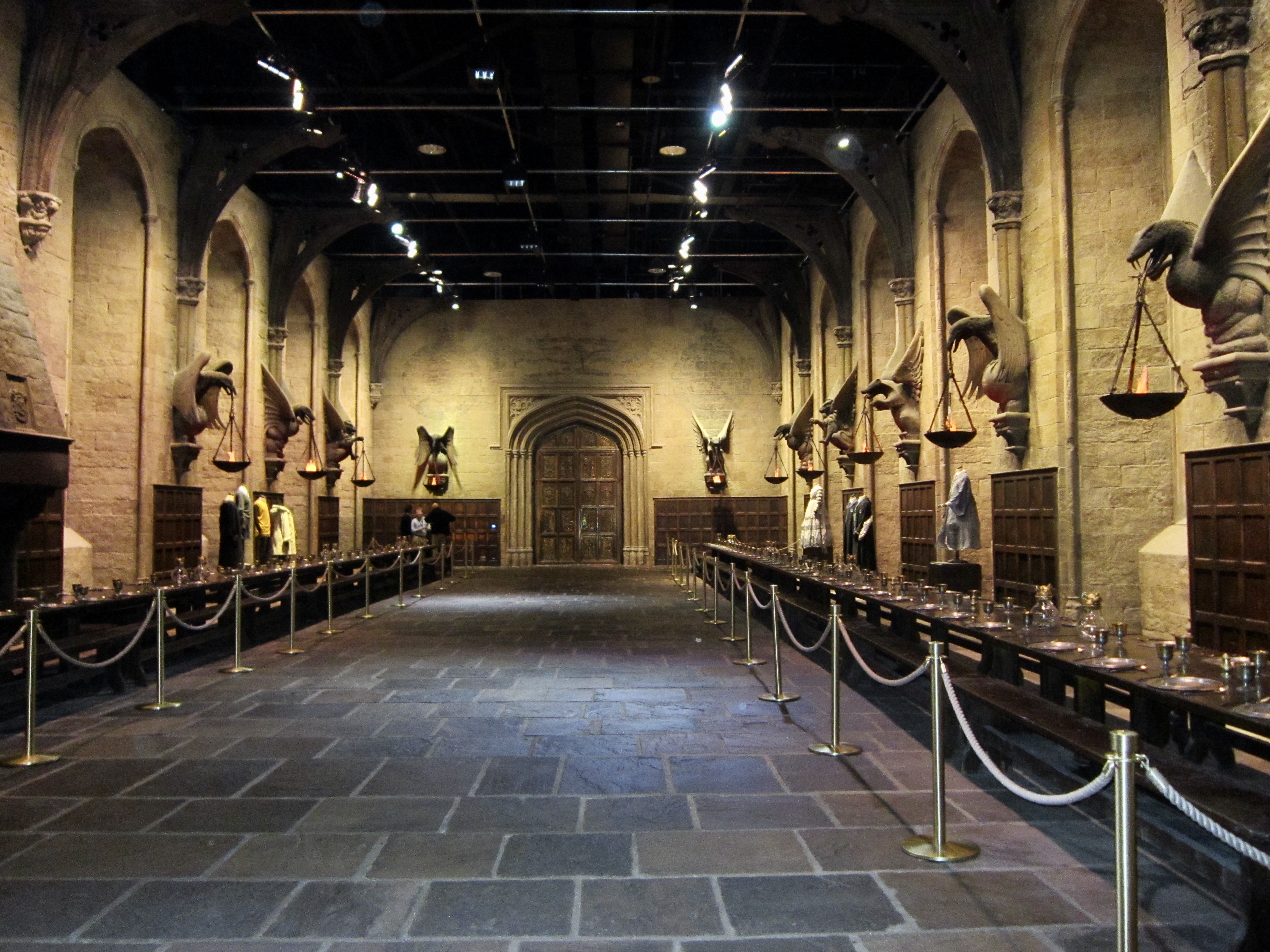
Der Film führt die Zuschauer wie in den Harry-Potter-Filmen wieder nach Hogwarts

Für die Filmkritikerin Antje Wessels ist Phantastische Tierwesen: Dumbledores Geheimnisse der mit Abstand beste Teil der Reihe und besitze viel der typischen Harry-Potter-Magie, allerdings ohne vergleichbar charismatische Hauptfiguren. Der Charakter mit dem stärksten Profil sei der von Mads Mikkelsen, der gewohnt stark Gellert Grindelwald verkörpert. Mit dem Schauspieler als Ersatz für Depp hätte sich kaum ein besserer Nachfolger für die Darstellung des kühl-kalkulierenden Schurken finden lassen: „Mikkelsens durchbohrender Blick und seine stoische Ruhe, selbst bei der Ausführung erbärmlichster Verbrechen, lassen einem das Blut in den Adern gefrieren. Seine Auftritte sind von einer Wucht, der die eigentlichen Hauptfiguren in Dumbledores Geheimnisse kaum etwas entgegenzusetzen haben.“ Nicht zuletzt durch den im Filmtitel genannten Dumbledore gewinne man jedoch den Eindruck, je weiter die Tierwesen-Saga voranschreitet, desto tiefer tauche sie in den eigentlichen Hogwarts-Kosmos ein.
Die Deutsche Film- und Medienbewertung verlieh dem Film das Prädikat besonders wertvoll und lobte seine fesselnde Traumwelt, zeitlos relevanten Themen, starke Darstellungen sowie die technisch herausragende Inszenierung des zentralen Konflikts zwischen Gut und Böse, personifiziert durch Dumbledore und Grindelwald.

### Einspielergebnis
Den Produktionskosten von 200 Millionen US-Dollar stehen weltweite Einnahmen aus Kinovorführungen von rund 407 Millionen US-Dollar gegenüber. Damit befindet sich Dumbledores Geheimnisse auf Platz 11 der weltweit erfolgreichsten Filme des Jahres 2022. In Deutschland verzeichnet der Film 3.009.348 Besucher, womit er sich hier auf Platz 4 der erfolgreichsten Filme des Jahres befindet und mit der Goldenen Leinwand ausgezeichnet wurde.

### Auszeichnungen
Hollywood Music In Media Awards 2022
- Nominierung für die Beste Filmmusik – Fantasyfilm (James Newton Howard)[43]

Saturn-Award-Verleihung 2022
- Nominierung als Bester Fantasyfilm

VES Awards 2023
- Nominierung für die Besten visuellen Effekte in einem fotorealistischen Spielfilm
- Nominierung für die Beste Simulation von Effekten in einem fotorealistischen Spielfilm[44]

## Synchronisation
Die deutsche Synchronisation entstand unter der Dialogregie von Solveig Duda nach einem Dialogdrehbuch von Tobias Neumann im Auftrag der FFS Film- & Fernseh-Synchron GmbH.
| Darsteller             | Deutsche Stimme         | Rolle                                   |
| ---------------------- | ----------------------- | --------------------------------------- |
| Eddie Redmayne         | Timmo Niesner           | Newt Scamander                          |
| Jude Law               | Alexander Brem          | Albus Dumbledore                        |
| Mads Mikkelsen         | Matthias Klie           | Gellert Grindelwald                     |
| Jessica Williams       | Regina Beckhaus         | Professor Eulalie „Lally“ Hicks         |
| Dan Fogler             | Thomas Wenke            | Jacob Kowalski                          |
| Callum Turner          | Patrick Roche           | Theseus Scamander                       |
| Ezra Miller            | Patrick Baehr           | Credence Barebone / Aurelius Dumbledore |
| Richard Coyle          | Götz Otto               | Aberforth Dumbledore                    |
| Oliver Masucci         | Oliver Masucci          | Anton Vogel                             |
| Victoria Yeates        | Sophie Rogall           | Bunty                                   |
| Ramona Kunze-Libnow    | Ramona Kunze-Libnow     | Edith                                   |
| Valerie Pachner        | Valerie Pachner         | Henrietta Fischer                       |
| Jacqueline Boatswain   | Dagmar Dempe            | Ida Webb                                |
| Stefan Race            | –                       | Karl                                    |
| Maria Fernanda Cândido | Elena Alvarez Lutz      | Vicência Santos                         |
| Fiona Glascott         | Shandra Schadt          | Minerva McGonagall                      |
| Katherine Waterston    | Yvonne Greitzke         | Tina Goldstein                          |
| Alison Sudol           | Kathrin Hanak           | Queenie Goldstein                       |
| Poppy Corby-Tuech      | Sandrine Famin          | Vinda Rosier                            |
| William Nadylam        | Martin Halm             | Yusuf Kama                              |
| Paul Low-Hang          | Tobias John von Freyend | Zabini                                  |
| Hebe Beardsall         | –                       | Ariana Dumbledore                       |